# Paleis Oranjewoud
Paleis Oranjewoud, of Lustslot Oranjewoud, was een paleis dat in de Nederlandse plaats Oranjewoud (Friesland) heeft gestaan. Na de afbraak werd er in 1829 een nieuw landhuis op de fundamenten van het paleis gebouwd, genaamd landgoed Oranjewoud. 
Paleis Oranjewoud werd voornamelijk als zomerresidentie door de Friese Oranje-Nassaus gebruikt, waaronder door de Prinsen van Oranje. De Oranjes hadden meerdere bezittingen in het dorp, waarvan er een aantal nog steeds staan. Ook bestaan de meeste aangelegde bossen en parken nog. De Oranjes trokken veel andere adellijke huizen aan, waardoor ze een belangrijke en blijvende invloed op de regio hebben gehad. De Oranjes die op Oranjewoud resideerden, zijn de rechtstreekse voorouders van de huidige Koning Willem-Alexander.

## Hoe de Oranjes in Oranjewoud terecht kwamen

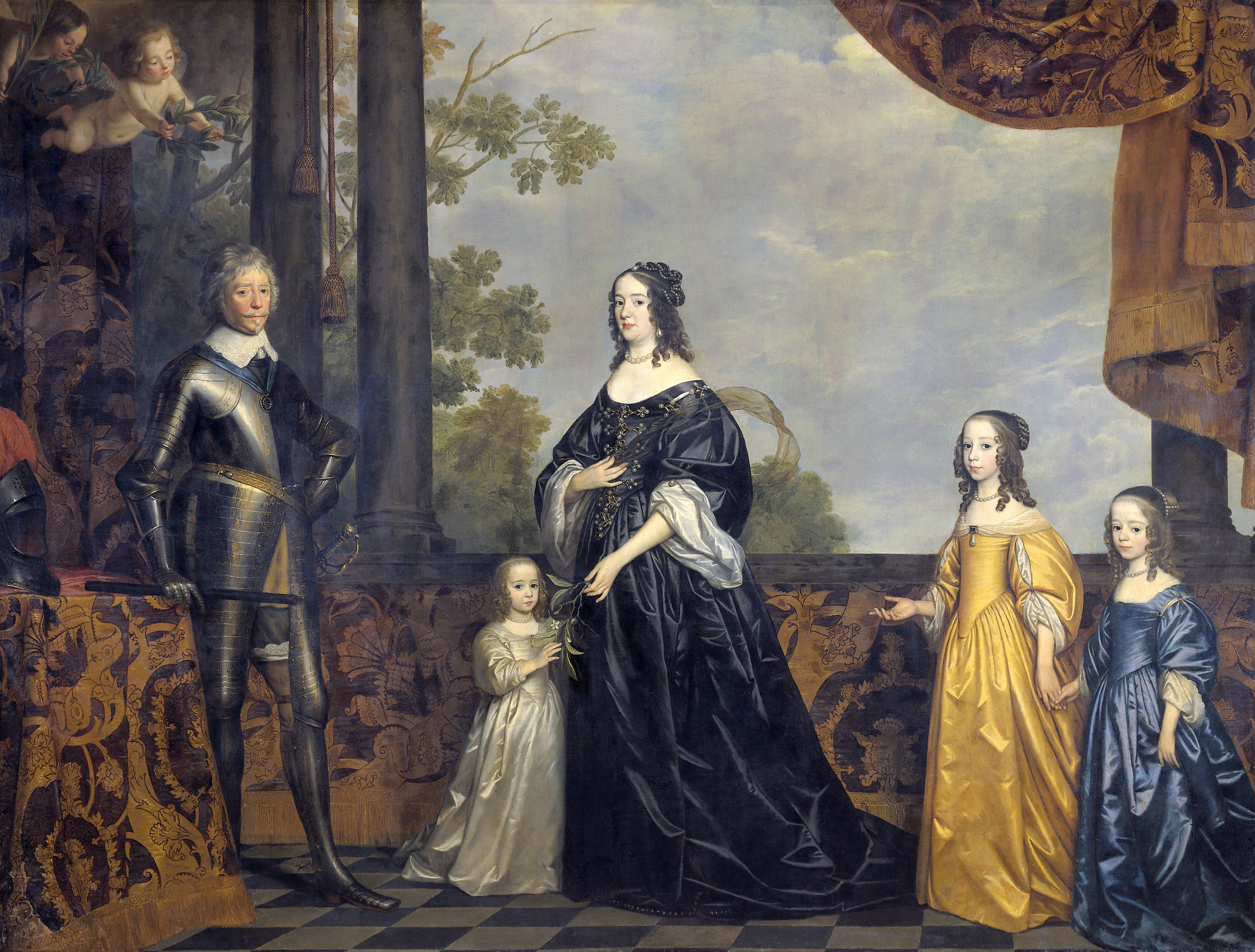
Albertine Agnes met haar zus Henriëtte Catharina (beide rechts) met hun ouders.

Sinds 1587 leverde de Friese tak Nassau-Dietz de stadhouders van Friesland. Later zou juist deze tak in 1702 de titel Prins van Oranje erven, nadat de Hollandse tak met stadhouder-koning Willem III uitgestorven was. De Friese Nassaus woonden sinds 1587 op het Stadhouderlijk Hof in Leeuwarden. Ook hadden de Friese Nassaus in Leeuwarden een eigen familiegrafkelder.
Prinses en gravin Albertine Agnes van Oranje-Nassau hoorde bij de Hollandse tak van Oranje-Nassau en was als dochter van Frederik Hendrik van Oranje en Amalia van Solms in Den Haag geboren. Willem van Oranje was haar grootvader. Haar moeder liet zomerresidentie Huis ten Bosch bouwen en Albertine Agnes mocht na haar dood daar haar intrek nemen, maar ze betrok het niet en verkocht Huis ten Bosch aan haar neef. 
Albertine Agnes trouwde met haar achterneef, de Friese stadhouder Willem Frederik van Nassau-Dietz. Hij was stadhouder van Friesland, en later van Drenthe en Groningen. Zo vertrok Albertine Agnes naar Leeuwarden. Albertine Agnes was namens haar zoon ook tot 1675 waarnemend stadhouder geweest, en tot haar zoon oud genoeg was, ook regentes van het graafschap Dietz in Duitsland. Daar liet ze ook een nieuw slot bouwen, slot Oranienstein. Ze bezocht het daarna opvallend weinig. Kennelijk had Albertine behoefte aan een voorname buitenplaats, dicht bij Leeuwarden.

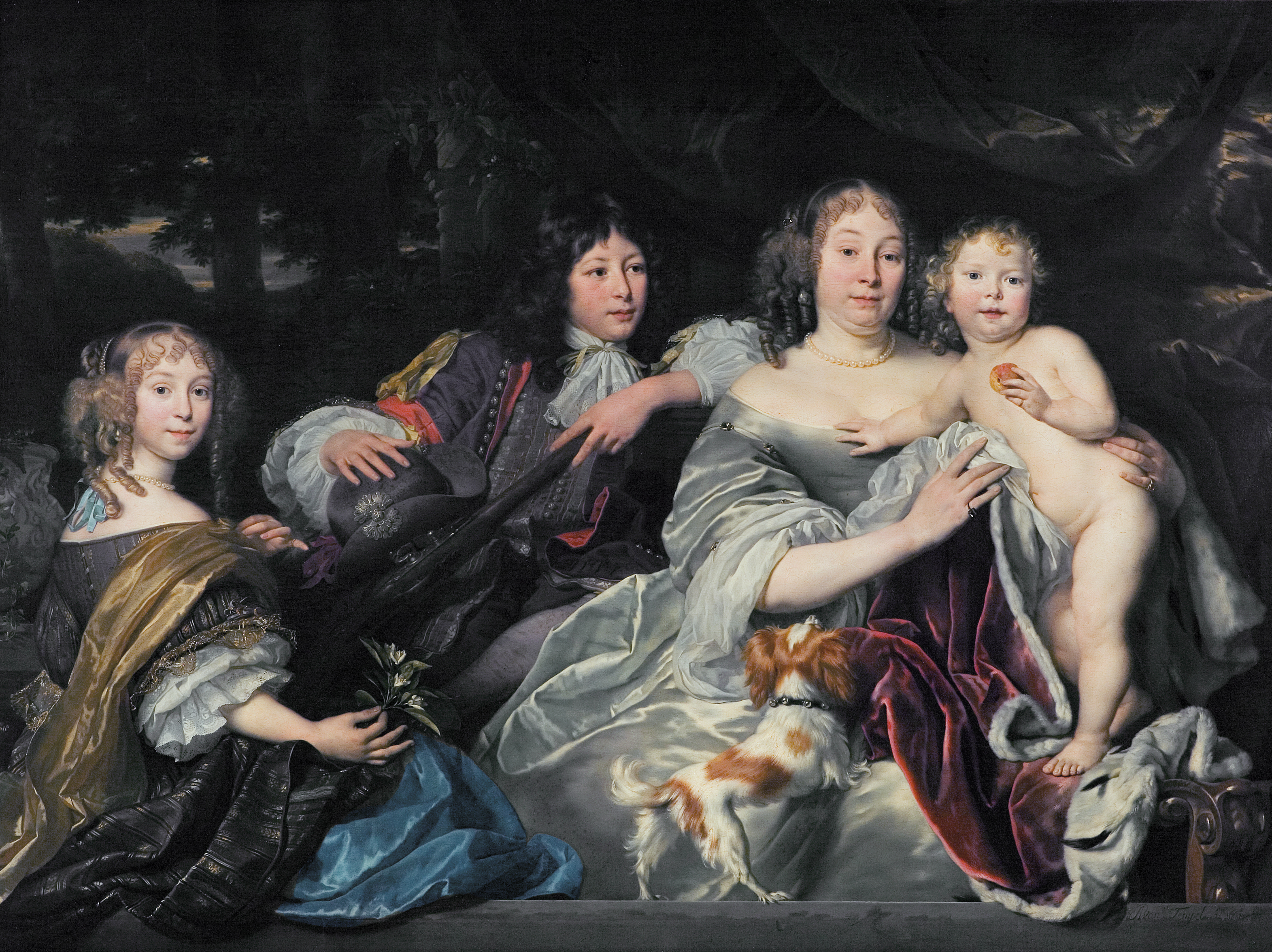
Albertine Agnes haar kinderen Amalia en Hendrik Casimir II.

 Een van de eerste landhuizen in wat nu Oranjewoud is, was Sickingastate. Het bestond al toen het in 1552 voor het eerst genoemd werd. Het jaar daarop werd het aangekocht door de Friese raadsheer en ridder Pieter van Dekema. Deze spaansgezinde edelman, die geridderd was door keizer Karel V, schonk de buitenplaats aan zijn schoonvader, Gerrit van Loo. Toen al werden er duizenden bomen aangeplant. Het huis bleef in de familie, via de schoonzoon van Van Loo, Allert van Sierxma. Hun dochter trouwde met jonker Tjalke van Sickinga. Daarna kwam het in bezit van Barent van Sevenaer. Sickingastate lag strategisch aan een van de kanalen van de Schoterlandse Compagnonsvaart. Zo was het makkelijk om de state te bereiken, ook voor zwaar materieel. Het was een aantrekkelijk gebied en stond toen nog bekend als Schoterwold, of kortweg 't Wold. Hier was veen en zandgrond met daarop bos en heide te vinden, goed jachtgebied dus.
In juni 1676 kocht Albertine Agnes het landgoed Sickingastate, wat dat jaar al als "Oranienwout" werd aangeduid. Bij het bestaande landgoed hoorde ook een groot houtbos. Omdat de Oranjes geen eigen bezit in Friesland mochten hebben, vroeg en kreeg ze hiervoor toestemming van de Staten van Friesland. Op dat moment bestonden er dus al meerdere landgoederen in het Wold, waarbij Pauwenburg een andere was. Hier woonde het geslacht Van Oenema en later Van Haren. 
Het buiten dat door Albertine Agnes werd gekocht van Barent van Sevenaer, was voor haar niet onbekend. Vanaf 1665, nadat haar man Willem Frederik overleed, verbleef ze er al regelmatig. Het landgoed omvatte het buitenhuis, drie boerderijen en uitgestrekte heidevelden. Later kocht ze er bossen bij aan. Vrij snel daarna breidde ze het buiten uit, en liet ze statige lanen, singels en baroktuinen naar Frans voorbeeld aanleggen.

## Van landhuis tot paleis

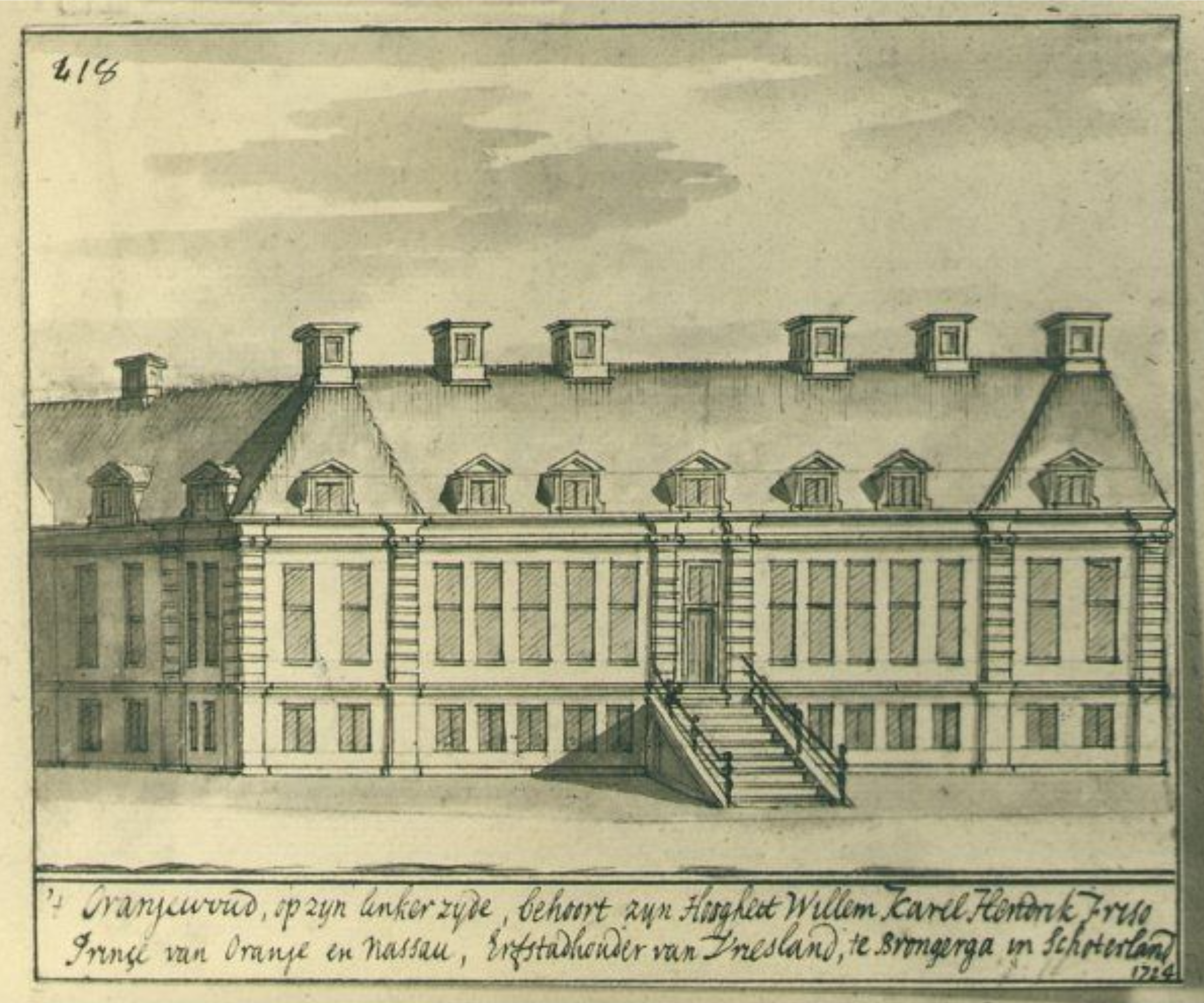
De oostvleugel van Slot Oranjewoud in 1724 door J. Stellingwerf

Nadat de vorstin Oranjewoud had gekocht, was het nodige meubilair en boelgoed nodig. Via de vaarwegen van Leeuwarden, Grouw en Akkrum vertrokken de vorstelijke eigendommen naar Oranjewoud. Het landgoed had een eigen kanaalverbinding met de Schoterlandse Compagnonsvaart, genaamd de De Prinsenwijk. Ook werd er een kom aangelegd, de Prinsenkom genoemd, zodat de schepen uit Leeuwarden hier konden draaien. Later zou hier ook een boothuis met overdekt jacht verrijzen. Met de aangevoerde huisraad werd een begin gemaakt met de inrichting van de stadhouderlijke zomerresidentie.
Stadhouder Hendrik Casimir II, de zoon van Albertine Agnes, liet het buitenhuis in 1681 uitbreiden met enkele vertrekken. Om de nieuwe residentie te verfraaien werd het ingericht met waardevolle schilderijen van oude meesters, zoals van Melchior d'Hondecoeter, Peter Paul Rubens, Paulus Moreelse, Caspar Netscher, Michiel van Mierevelt, Hercules Seghers, Roelant Savery en Gerard van Honthorst, waaronder portretten van Frederik Hendrik en Albertine Agnes.  

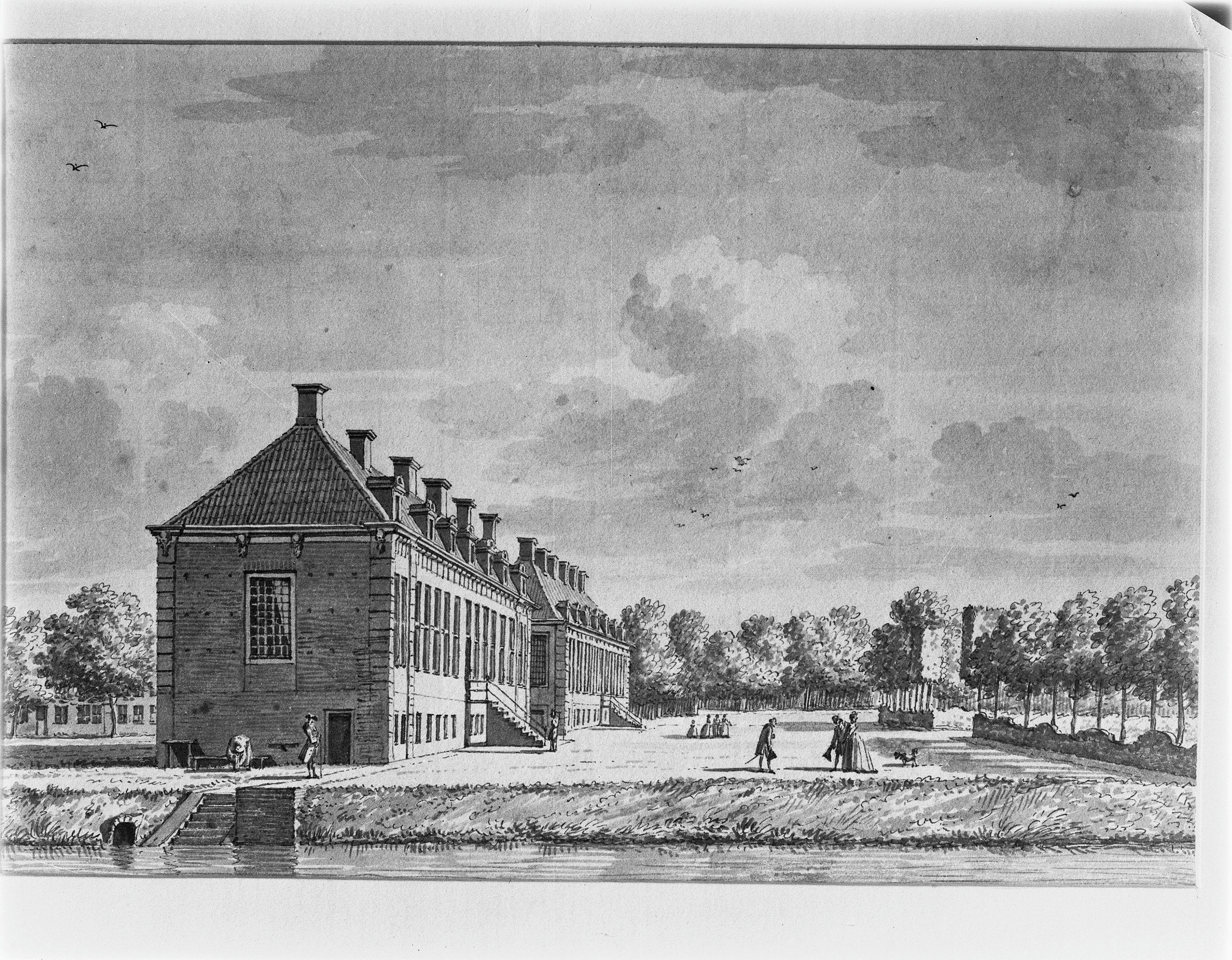
De twee vleugels van paleis Oranjewoud in 1754 door C. Pronk

 Inmiddels omvatte het landgoed naast het landhuis en de tuinen, meerdere huizen, stallen, schuren en een oranjerie, waar de bekende oranjeboompjes niet ontbraken. Naast de paarden was er ook vee, waren er herten en reeën, hoenderen en zwanen, vissen in de kweekvijvers en bijenkorven. Er was ook een watermolen. Er werden ook gewassen, groenten geteeld en er was een kruidentuin. Voor de maaltijden werd drie keer per dag de klok geluid. 
Nadat Hendrik Casimir II en Albertine Agnes waren overleden, werd de weduwe van Hendrik Casimir II, Henriëtte Amalia van Anhalt-Dessau eigenaar, haar moeder was overigens de zus van Albertine Agnes. Henriette Amalia liet het bestaande slot verder verfraaien. Toch was dat niet genoeg, want in 1701 verzocht ze de bekende Franse architect Daniël Marot de bouwplannen voor een compleet nieuw paleis in Oranjewoud verder uit te werken. 
In 1703 werd met de bouw van dit nieuwe slot begonnen, daarmee werd het een paleis naar Frans voorbeeld, net als Paleis het Loo. Daniël Marot ontwierp het in de barokstijl. De stenen werden uit Amsterdam gehaald en het marmer uit Duitsland. Twee vleugels werden opgetrokken, en het fundament voor het middengebouw, het corps de logis, werd aangelegd. In 1707 was de bouw zo ver dat Daniël Marot een inrichtingsplan kon bedenken. De Zwitserse stucwerker Simon verrichtte het gipswerk. Marot zelf leverde het ontwerp voor de koepel van het paleis, zoals bij de Oranjezaal van paleis Huis ten Bosch. Deze werd echter niet gerealiseerd, omdat het middengebouw wegens schulden van de prins niet verder kon worden aangelegd. Rond 1711 werd de bouw van de vleugels afgerond.
De twee vleugels waren aan de buitenkant vrijwel identiek, behalve dat de oostvleugel een kapel bezat. Elke vleugel had 15 raamvlakken aan de voorzijde, en vier aan de binnenzijde. Er was een souterrain, beletage en elke vleugel had een hoge kap met blauwe dakpannen. In totaal waren er tientallen dakkappelen en schoorstenen. Het paleis lag aan de Lindelaan en was via een brug of dam te bereiken. In de hoftuin tussen het paleis en de Lindelaan stonden vier lange rijen met bomen en hoge heggen.

## Vorstelijke bewoners van het slot

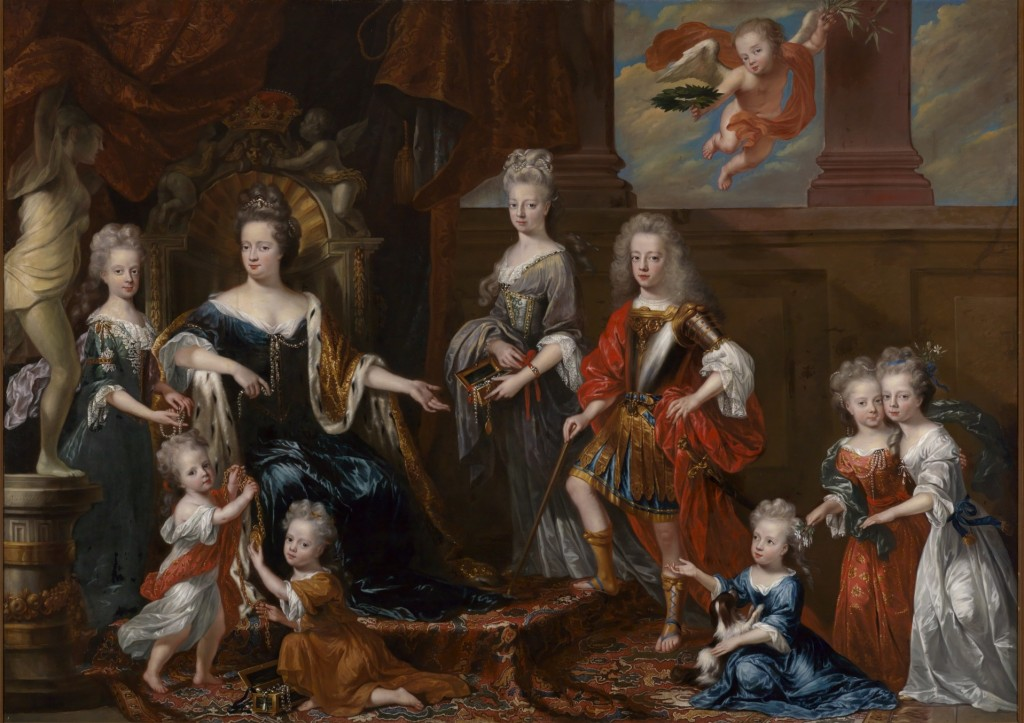
Henriëtte Amalia met haar kinderen, in het midden staat prins Johan Willem Friso

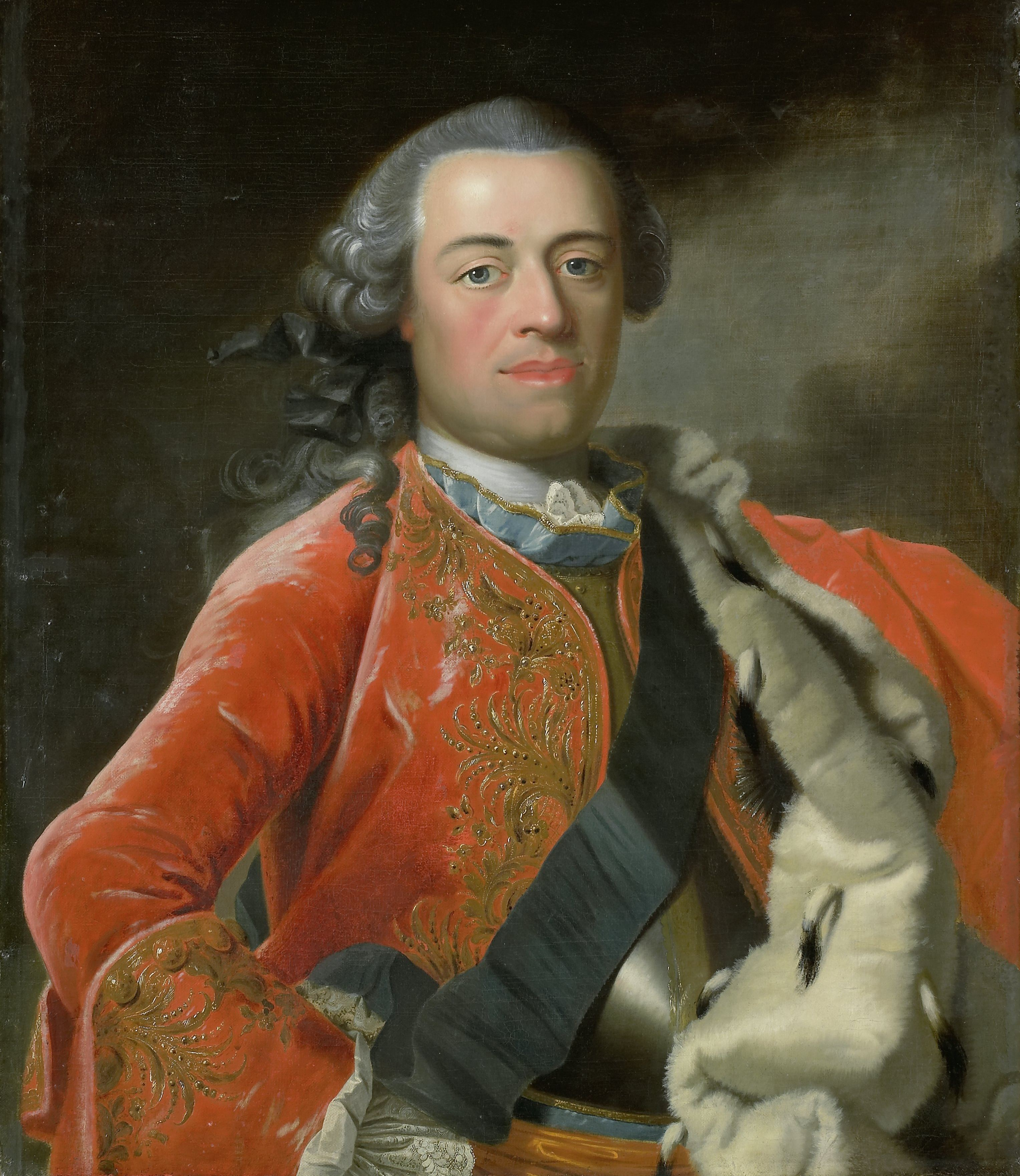
Prins Willem IV.

Prinses en gravin Albertine Agnes van Oranje-Nassau woonde vanaf 1676 op Oranjewoud, nadat ze eerder het gebied al vaker bezocht had. Op dat moment was ze al weduwe, nadat Willem Frederik van Nassau-Dietz tijdens een jachtpartij was overleden. Haar kinderen, Amalia van Nassau-Dietz en Hendrik Casimir II verbleven ook regelmatig in Oranjewoud. Vooral Amalia's naam blijft ermee verbonden, nadat ze op 28 september 1690 op landgoed Oranjewoud met Hertog Johan Willem III van Saksen-Eisenach trouwde. Ze beviel ook op slot Oranjewoud van hun zoon, Willem Hendrik van Saksen-Eisenach, die later vorst van het land Saksen-Eisenach zou worden. Het kon behoorlijk druk worden op Oranjewoud, als er veel Oranjetelgen waren, kwam ook een deel van de hofhouding uit Leeuwarden en Duitsland mee. 
Op 24 mei 1696 overleed Albertine Agnes op het slot in Oranjewoud. Ze wilde graag in Oranjewoud begraven worden, maar werd bijgezet in de grafkelder van de Friese Nassaus, in Leeuwarden. Een paar maanden eerder was haar enige zoon Hendrik Casimir II overleden. Daardoor erfde diens vrouw het slot, Henriëtte Amalia van Anhalt-Dessau. Op dat moment hadden ze negen kinderen gekregen, veel meisjes en één nog levende jongen, Johan Willem Friso van Nassau-Dietz. Omdat hij nog te jong was om te regeren, trad ze als voogdes voor hem op tot 1708.
Johan Willem Friso had meerdere vertrekken in het paleis die voor hem waren ingericht. Ook zijn zeven zussen waaronder Maria Amalia, Sophia Hedwig en Isabella Charlotte waren waarschijnlijk regelmatig op Oranjewoud te vinden.
Toen koning-stadhouder Willem III in 1702 overleed, erfde Johan Willem Friso al zijn bezit én de titel Prins van Oranje. Toen zijn moeder in 1707 verhuisde naar Dietz in Duitsland, nam de prins de leiding van de bouw van het paleis over. Beide vleugels van het paleis waren rond 1711 gereed, echter was dat ook het jaar waarin Johan Willem Friso bij Moerdijk verdronk.
Toen de prins in 1711 overleed, erfde zijn zoon, prins Willem IV het paleis. Echter mocht zijn moeder, de weduwe van de prins, Maria Louise van Hessen-Kassel te allen tijde van het paleis gebruikmaken. Daar maakte zij veel gebruik van, met name in de zomer, de Friezen noemden haar 'Marijke-muoi'. Zij had in Leeuwarden een stadspaleis, Princessehof. Als ze naar Oranjewoud vertrok reed ze met koetsen en vele rijtuigen met haar hofpersoneel via Bergum naar Oranjewoud. 
Maria Louise ontving op het slot vaak hoge gasten en leden van de Friese adel, zoals de familie van Burmania en Van Haren. Er waren heerlijke diners door de koks bereid en de keldermester zorgde voor kostbare wijnen. Uit een eerdere akte bleek er zelfs "Oranjewoudse wijn" te bestaan. De banketten en maaltijden werden met muziek opgeluisterd. 
Willem IV, die de eerste erfstadhouder van de Republiek der Verenigde Provinciën werd, was vaak in Oranjewoud te vinden, ook in de wintermaanden. Ook zijn zus Anna Charlotte Amelia verbleef er. Hoewel er altijd al werd gejaagd in de bossen van Oranjewoud door de Oranjes, kreeg Willem IV vanaf 1749 het alleenrecht op het jagen in het gebied. Het jachtgebied van de prins werd met palen afgebakend. Na het overlijden van Willem IV bezocht zijn weduwe, prinses Anna van Hannover af en toe het slot. 
De Engelse prinses Anna van Hannover was de oudste dochter van de Britse koning George II. Ze werd opgevoed door haar grootvader, Koning Georg Ludwig. Ze kreeg als kind les in zang en klavecimbel van Georg Friedrich Händel. Als prinses Anna Oranjewoud bezocht, nam ze haar kinderen ook mee, Carolina van Oranje-Nassau en prins Willem V van Oranje-Nassau. Dan nodigden ze Friese edelen op het paleis uit, zoals baron Hobbe Esaias van Aylva, gouveneur van Maastricht, en dichter en politicus Onno Zwier van Haren en Georg Frederik baron Thoe Schwartzenberg en Hohenlansberg. 
Toen in 1795 de Bataafse Republiek werd uitgeroepen, vervielen alle bezittingen van stadhouder Willem V, vader van Koning Willem I, aan de staat. En hoewel het Nederlandse Koningshuis in de decennia en eeuwen daarna nog vaak bezoeken brachten aan Oranjewoud, betekende dit het einde van het paleis.

## Interieur van het paleis
Daniël Marot ontwierp het interieur in Lodewijk XIV-stijl. Het waren rijk versierde vertrekken in de kenmerkende barokstijl. Marot werd ingeschakeld door Henriëtte Amalia van Anhalt-Dessau, weduwe van Hendrik Casimir II. In 1708 ontwierp Marot de koepel voor de kapel in het hoofdgebouw van slot Oranjewoud, hier is nog een ontwerp van bewaard gebleven.

### De luxe vertrekken van de westvleugel

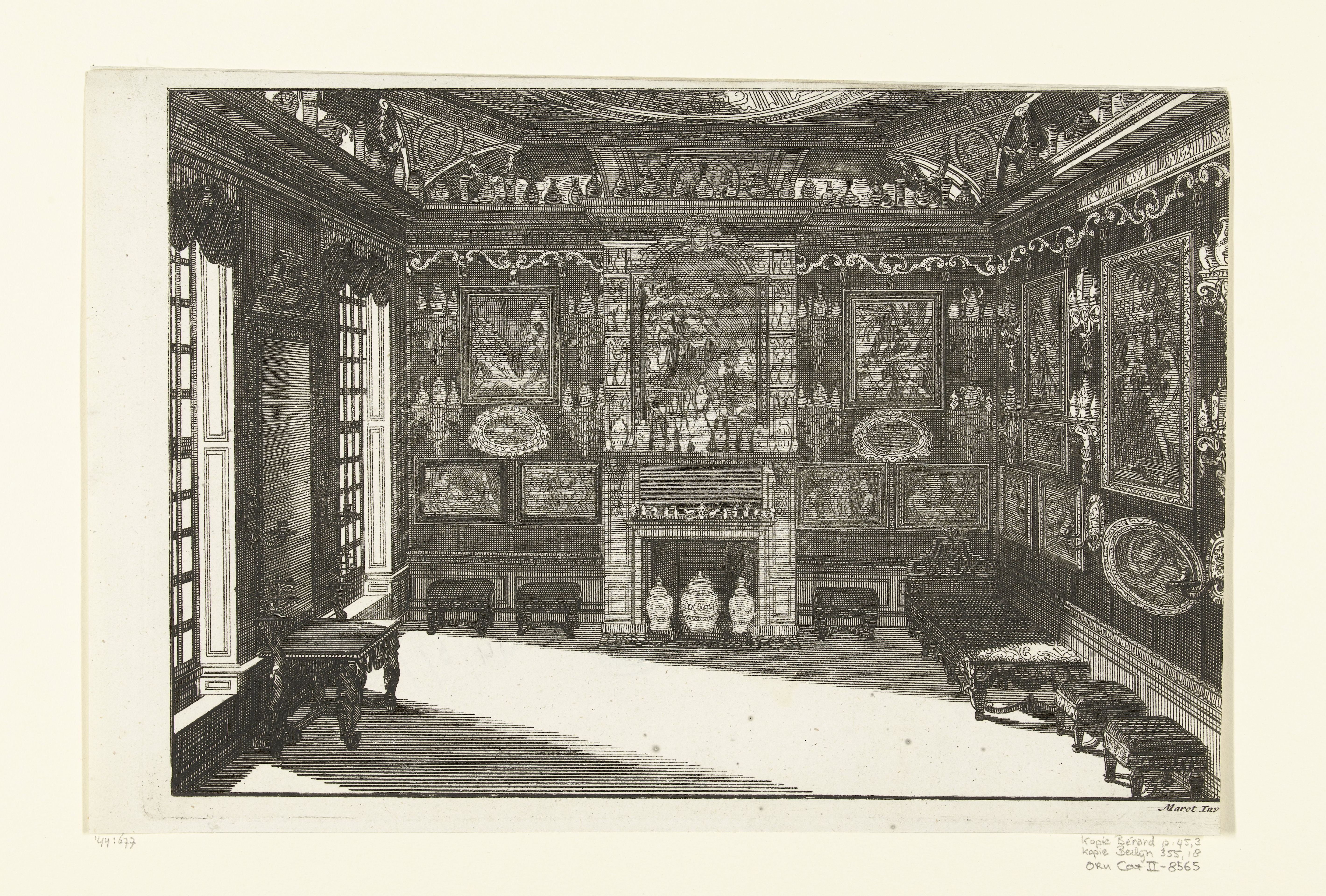
Een ontwerp voor kabinet met schilderijen van Daniël Marot rond de periode dat hij het interieur voor slot Oranjewoud ontwierp

De westvleugel bevatte de meest luxe vertrekken voor de prinselijke familie. Net als bij Paleis het Loo verzorgde Daniël Marot ook hier in Oranjewoud voor de inrichting van de kamers. De vertrekken in Oranjewoud werden van fraai stucwerk en spiegels voorzien door de Italiaanse stucwerkers Joseph Barberino en Gianbattiste Albisetti, die ook werkten op paleis Huis ten Bosch in Den Haag.
De wanden werden beschilderd door de Leeuwarder schilder Freerk Hayema. Pieter Nauta, beeldhouwer, zorgde voor de ornamenten en beelden ter versiering van de schoorstenen en wanden. Verder hing in het interieur werk van de oude meesters. Net als in paleis Versailles en paleis Soestdijk werden de ruimtes zo gerangschikt dat ze op één as aaneensloten, ook wel enfilade genoemd, typisch voor de barokperiode. 

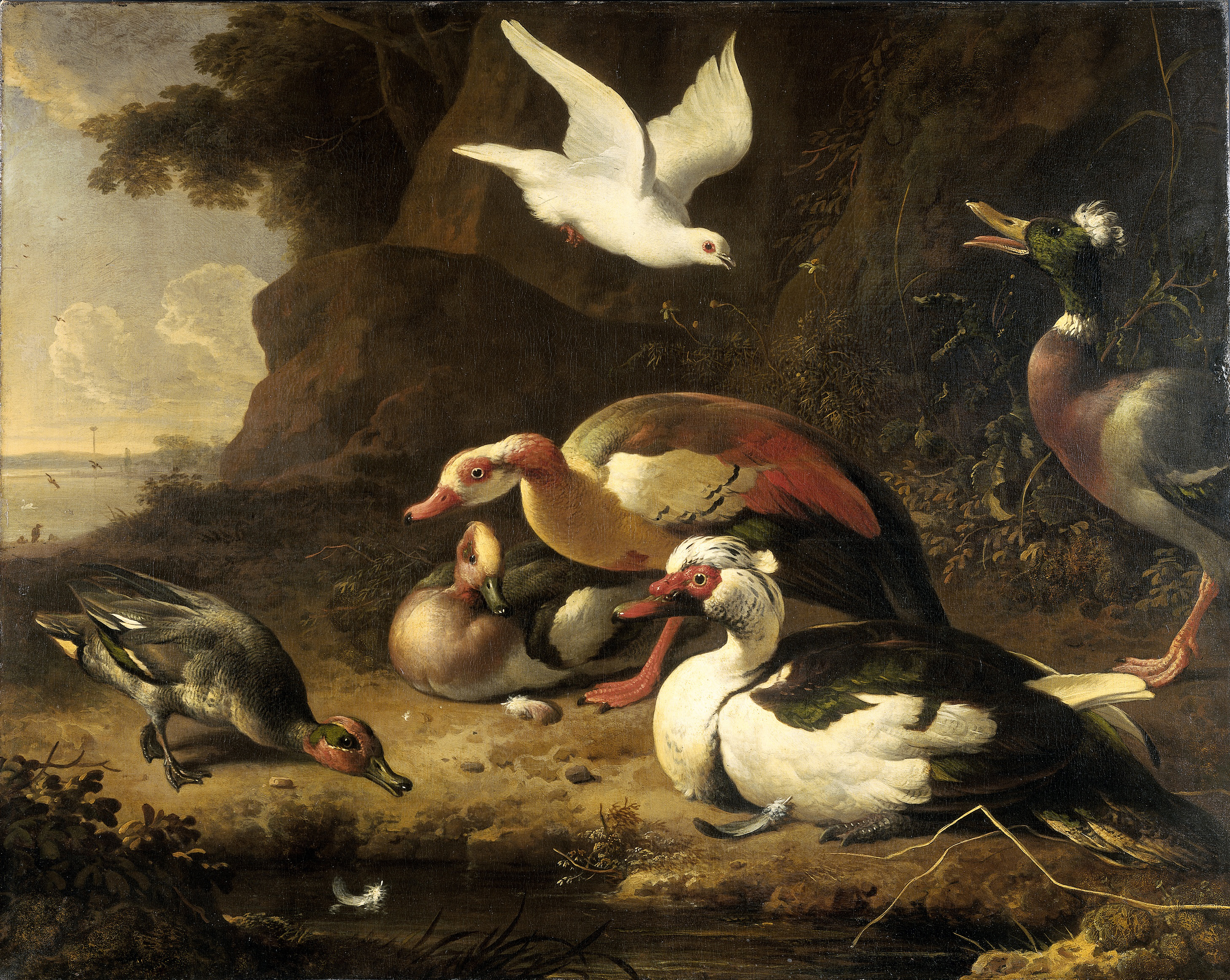
'Eenden' van Melchior d'Hondecoeter, dit doek hing in de eetzaal op paleis Oranjewoud.

 In de eetzaal hing onder andere het doek 'Eenden' van Melchior d'Hondecoeter, dat nu in het Rijksmuseum Amsterdam hangt. Verder hingen er negen tapijten die met het wapen van Oranje versierd waren. Ook stond hier het Hedwigglas, wat dateert uit de 11e/12e eeuw. Verder was het afhankelijk van de situatie, zo hingen er in 1711 rouwtapijten vanwege het overlijden van Johan Willem Friso. 
Prins Johan Willem Friso en zijn vrouw Maria Louise hadden rond 1718 een kabinet op het paleis met een eetzaal, slaapkamer van de prins en slaapkamer van de prinses. Het kabinet was met bruin behang bespannen en een schilderij hing boven de deur, er stond een notenhouten tafel, klein theetafeltje en twaalf rood damasten stoelen. 
Henriëtte Amalia had een eigen 'vorstinnenkwartier' in het paleis, bestemd voor audiënties: een ontvangstkamer met daaraan grenzend een slaapkamer, kabinet, garderobe, slaapkamer van 'Haar Hoogheid'. Het kabinet bevatte een portrettengalerij met 34 familieportretten, zoals die van Johan Willem Friso door Lancelot Volders. Ook stond hier een porseleinenkabinet. 
De slaapkamer van 'Hare Hoogheid' had een fluwelen behangsel. Er waren ook landelijke taferelen en visserijtaferelen op de behangen afgebeeld. In de slaapkamer stond destijds het statiebed, een praalbed met fluwelen bekleding en meerdere luxe meubels die uit Den Haag kwamen. Ook was er een Oost-Indisch kabinet. In de slaapkamer hing het portret van Albertine Agnes met haar kinderen, geschilderd door Netscher rond 1675. In de gang naast de slaapkamer hing het schilderij van Wybrand de Geest van het groepsportret van de graven van Nassau, nu in het Rijksmuseum Amsterdam te vinden. Er waren minstens zeven praalbedden in het slot aanwezig, met allemaal zeer rijke bekleding. 
De slaapkamer van prins Willem IV bevatte onder andere een hemelbed, tafel met rood damast bekleed en een kabinet met poppengoed erin. In de slaapkamer van prinses Anna Charlotte Amelia stond onder andere een blauw damasten bedje met goudversiering en hemelbed. Voor het raam hingen glasgordijnen van bombazijn en de muren waren bekleed met goudleer. Boven de deuren hingen schilderijen. 
De kamers op de beletage waren voor leden van de hofhouding bestemd, die overigens veelal uit het buitenland kwam, met name Duitsland en Frankrijk. De 'oranjezolder' werd gebruikt als opslag voor het meubilair. In de kelders bevonden zich de keuken, provisieruimte, tin- en koperkelders en de meiden en knechtenkamers.

### De oostvleugel en bijgebouwen
De oostvleugel bezat een kapel. Verder waren hier de kamers van de hogere hoffunctionarissen, de opperhofmeester en onderhofmeester. Ook verbleven hier de meester-kok, de kok, keukenmeiden, de confiteur, de bakker, de kamermeiden, wasmeiden, lakeien, pages en hellebaardiers. Er waren aparte eetzalen voor de edelen, voor de bedienden en voor de lijfwachten.
Op Oranjewoud woonde ook een rentmeester, kastelein, hovenier en jager. Zij waren vrijgesteld van belastingen omdat Oranjewoud als residentie werd aangemerkt. Op het landgoed stond ook een rentmeesterswoning die in 1722 grondig werd verbouwd. Later zou dit landgoed Oranjestein worden.
Aan de Bieruma Oostingweg, die toen nog de Jagersingel heette, werd in 1724 een jagershuis gebouwd. Dit gebouw bestaat nog steeds en hoort nu bij landgoed Princenhof. Het jagershuis werd gebouwd voor de jager Jean Bapiste Le Heux. Hij moest wild afschieten voor de vorstelijke tafel, zoals fazant, patrijs, edelhert en wild zwijn. 
Het oude landhuis, Sickingastate, bleef bestaan achter het paleis, en diende als een soort bijgebouw. Daar bevond zich de bakkerij, een washuis, linnenzolder en timmerwerkplaats. 

## De tuinen van het slot

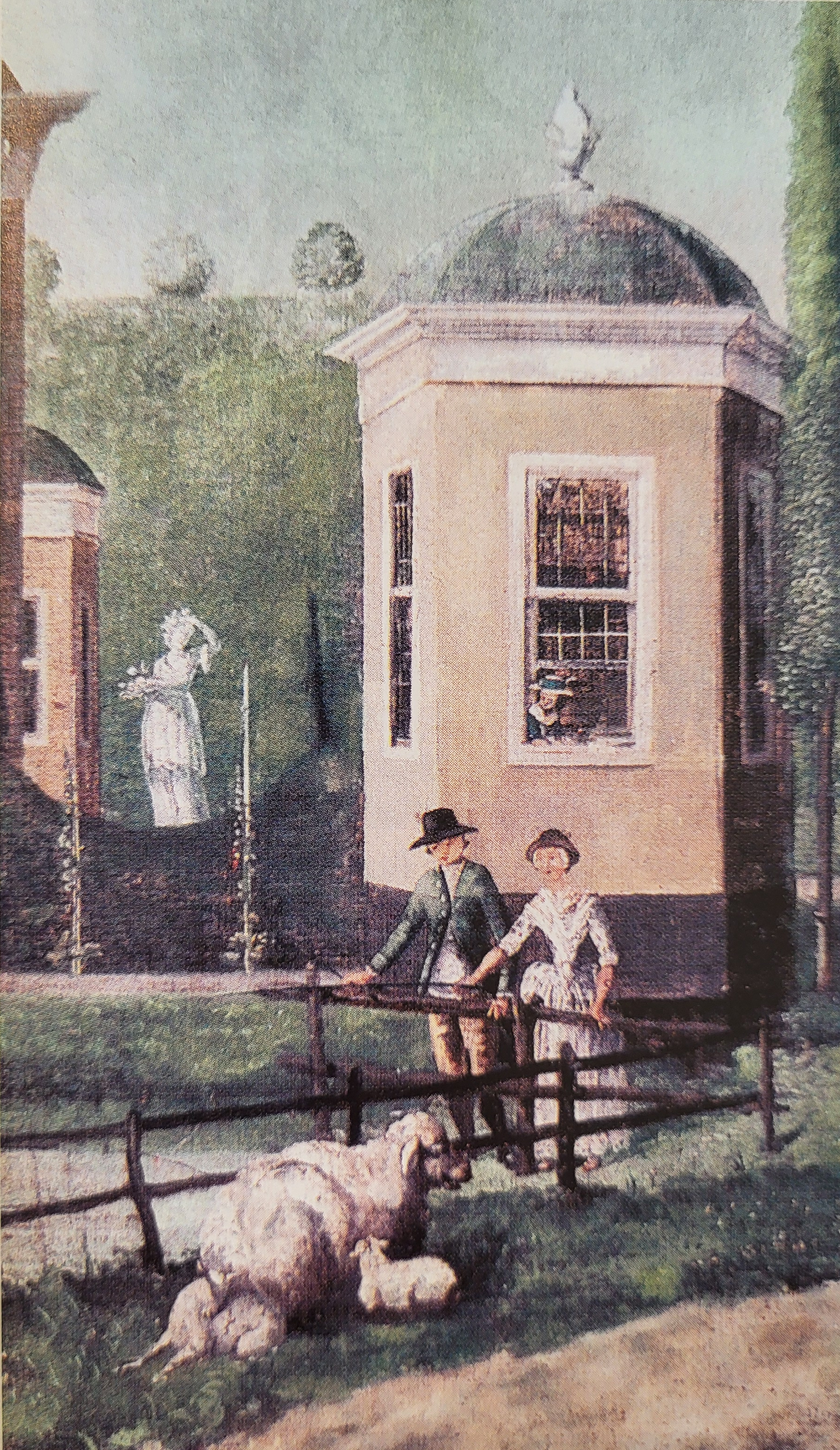
Gezicht op tuin en theekoepel toegeschreven aan paleis Oranjewoud

Nadat prinses Albertine Agnes het landgoed had gekocht, werd al begonnen met de eerste verbouwingen van de tuinen. Daarvoor werden verschillende soldaten ingeschakeld, duizenden eiken werden geplant. Deze strekten zich uit van De Knipe tot aan de Tjonger. De fraaie tuinen werden in formele vlakken verdeeld. Zo ontstond ook de De Overtuin. Als versiering werden loden beelden en ijzeren potten opgesteld, met exotische planten, die kwamen uit de oranjerie van de buitenplaats. Er waren zelfs ananasplanten.
Zo rond 1700 werden de linden aangeplant op de Lindelaan en werd de hele Overtuin en de hoftuin rondom het slot van een nieuwe gracht voorzien. Op die manier ontstonden lange assen, met als centrale as De Prinsenwijk, als 'Grand Canal', zoals ook bij het kasteel van Versailles. Bovendien waren deze aanpassingen nodig om het nieuwe paleis te bouwen. Daniël Marot was ook bij de tuinaanleg betrokken. 
Nadat de twee vleugels van het paleis voltooid werden, werden de baroktuinen verder aangelegd. Ze legden in de hoftuin hogere terrassen aan de zijden aan om zo hoogteverschil te creëren. In wat nu De Overtuin is, werden parterre de broderieën aangelegd met krullend gesnoeide heggen en in het midden een vijver. 
In 1747 werd in opdracht van Willem IV een doolhof aangelegd, wat tegenwoordig het Tuimelaarsbos is. In die tijd was dat in de mode, zo was er ook een doolhof bij het Hof te Dieren en Paleis Het Loo. Ook werd in die tijd naast het doolhof een sterrenbos aangelegd.
In 1794 herontwierp hoftuinarchitect Philip Willem Schonck de hoftuin tot een landschappelijke tuin. Hij behield de hoge terrassen met eikenlanen aan de zijkanten van de hoftuin, en de singels van linden aan de noordzijde, bij de Prinsenkom. Er werden solitaire bomen geplant om belangrijke punten te markeren. De meeste van de aangelegde bossen en parken bestaan nog tot de dag van vandaag, al zijn delen in de loop der jaren wel herontworpen.

## Carolinenburg
Naast paleis Oranjewoud waren de Oranjes in Oranjewoud ook eigenaar van het landhuis Carolinenburg. Deze was ontstaan nadat Boldewijn Tamminga, opperstalmeester hier in de 17e eeuw landerijen aankocht voor de bouw van een buiten. Nadat hij vrij snel daarna overleed, ging zijn bezit over naar de kapitein van de stadhouderlijke garde, Duco van Sickinga uit Groningen. Hij liet er een landhuis bouwen. Nadat hij overleed, kocht Albertine Agnes het in 1684. 
Willem IV liet het buiten vele jaren later verbouwen tot kasteeltje voor zijn dochter, Carolina van Oranje-Nassau. Daardoor kreeg het bekendheid onder de naam Carolinenburg. 
Carolinenburg bestond uit drie bouwlagen onder een kap. Boven de kelder was een beletage met vier vertrekken. Ook de eerste verdieping had vier vertrekken. Aan de zijkanten had het landhuis twee vleugels. De ene vleugel diende als keuken en koetshuis, de andere was bedoeld voor de tuinman en stal. Er woonden meerdere bedienden. Verder had het een gracht, ringmuur en meerdere poorten. Carolina trouwde met de vorst van Nassau-Weilburg, Karel Christiaan van Nassau-Weilburg. Een aantal jaar nadat ze met haar man op slot Kirchheimbolanden in Duitsland ging wonen, werd het kasteeltje Carolinenburg op 22 februari 1774 op afbraak verkocht.

## Verval en huidig landgoed
Op 17 september 1798, een paar jaar nadat Willem V naar Engeland was gevlucht voor de Fransen, werd een veiling van goederen gehouden. Voorwerpen met een vorstelijk wapen, portretten en andere kostbaarheden werden verkocht. Schilderijen die bevestigd waren in de wanden liet men op het slot hangen. De kostbare familiestukken werden naar Paleis Huis ten Bosch in Den Haag verstuurd. Hoewel de vleugels in 1802 nog in onderhoud werden voorzien, werd de oostvleugel in 1803 op afbraak verkocht, evenals de oude Sickingstate, de stal en de kassen. Het koetshuis bleef nog even staan. In 1805 werd de westvleugel op afbraak verkocht. 
In 1813 besloot de minister van de Bataafse Republiek het landgoed te verkopen om de positie van de Republiek te verbeteren. De 219 hectare in Oranjewoud die daarvoor van de Oranjes was en nu tot de staat behoorde, werd verkocht. De Oranjegezinde Justinus Sjuck Gerrold Juckema van Burmania Rengers, die in de Franse tijd contacten onderhield met de gevluchte vorstelijke familie, kocht het deel waar voorheen het paleis stond. Wellicht om het terug te geven wanneer de Oranjes naar Nederland konden terugkeren. Echter verkocht hij het later aan een aantal adellijke families, waardoor nieuwe landgoederen ontstonden.

## Een nieuwe koningin op Oranjewoud?

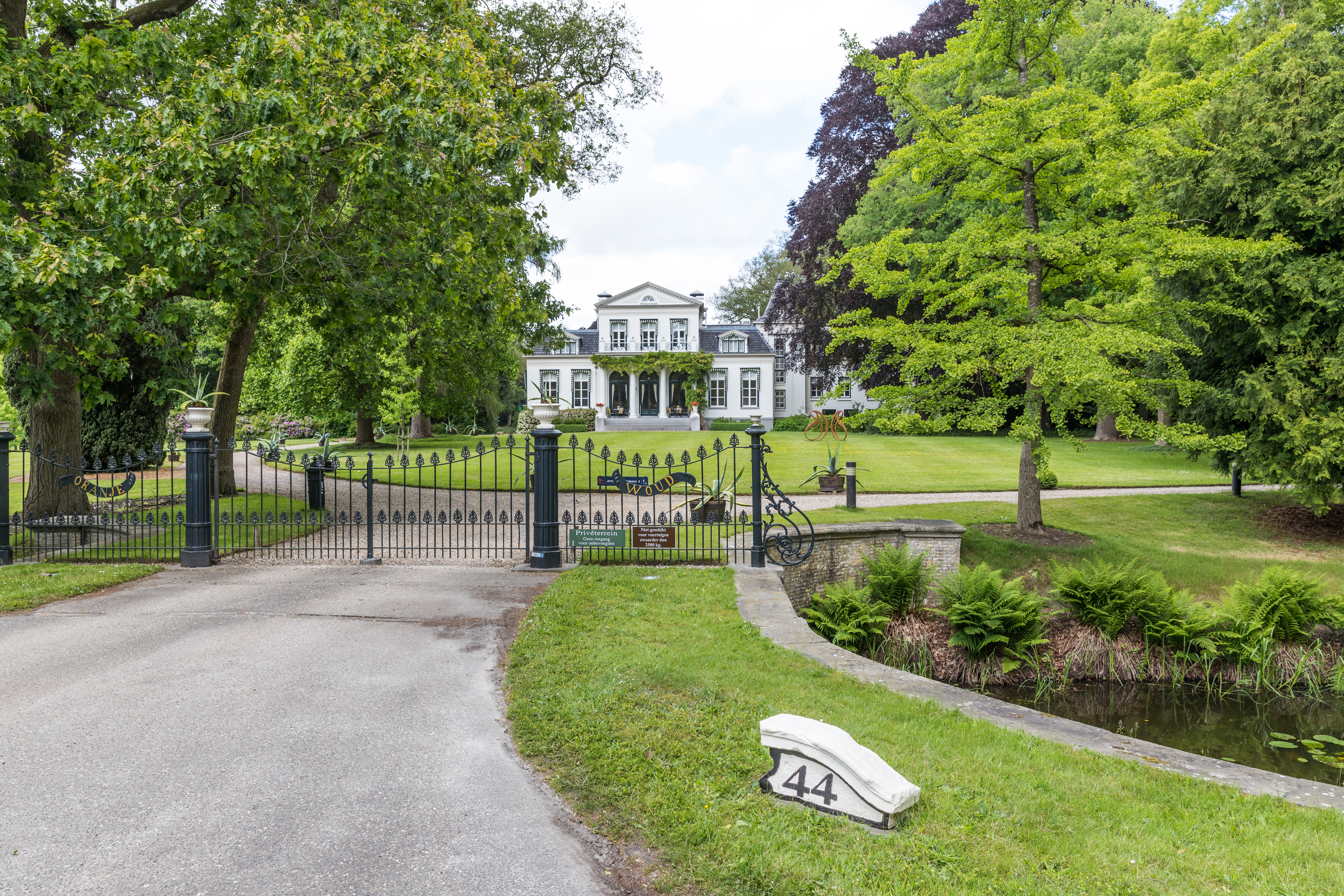
Het huidige landgoed Oranjewoud, het nieuwe landhuis werd rond 1829 gebouwd.

Oranjewoud bleef aantrekkingskracht uitoefenen op de koninklijke familie, ook nadat het lustslot afgebroken was en er inmiddels een nieuw landhuis op het landgoed was gebouwd door Hans Willem de Blocq van Scheltinga, een vriend van Koning Willem I.
Koning Willem III bezocht meerdere malen Oranjewoud en schonk bij zijn bezoek een eigen portret én hij plantte volgens de overlevering beukenbomen bij de koepel in de Overtuin, de tuin tegenover het landhuis.
In 1894 overwoog men aan het koninklijk hof om voor koningin Wilhelmina landgoed Oranjewoud te kopen. Later, rond 1900 gingen in Friesland stemmen op om het landgoed aan de koningin cadeau te doen, als nationaal geschenk. Hiertoe werd een commissie in het leven geroepen, maar het ging uiteindelijk niet door. 
In 1907 was landgoed Oranjewoud in beeld om gekocht te worden door prins Hendrik, de man van koningin Wilhelmina. Maar toch bleef het in het bezit van de familie De Blocq van Scheltinga. 
In 1953 was Oranjewoud nog in beeld om gekocht te worden door prinses Armgard, de schoonmoeder van koningin Juliana, en de grootmoeder van prinses Beatrix. Uiteindelijk werd Het Instituut voor Landbouwcoöperatie de nieuwe eigenaar, het is inmiddels eigendom van Stichting FB Oranjewoud.
Zowel prins Hendrik, koningin Juliana, prins Bernhard, koningin Beatrix én prins Claus bezochten het landgoed, soms meerdere malen. In april 2004 werd in het museumpark, op de voormalige grond van het paleis van de Oranje-Nassaus, de Amaliaboom geplant. Dit is een koningslinde, als herinnering aan de geboorte van prinses Amalia, kroonprinses en oudste dochter van Koning Willem-Alexander.